# Lancelot Alexander Borradaile
Lancelot Alexander Borradaile (26 de septiembre de 1872-20 de octubre de 1945) fue un zoólogo inglés conocido por su trabajo sobre los crustáceos y por sus obras Los Invertebrados y Manual de Zoología Elemental.

## Obra
Borradaile es especialmente famoso por sus libros de texto Manual de Zoología Elemental, y Los invertebrados: manual para el uso de estudiantes, coescritos con F. A. Potts.
Además de estos trabajos generalistas, Borradaile también fue un famoso carcinólogo. Fue autoren 1917 de una importante monografía, Sobre los Pontoniinae, basada en material recogido por la expedición al océano Índico financiada por Percy Sladen en 1904 y liderada por John Stanley Gardiner. Trabajó extensamente sobre los cangrejos y animales similares y acuñó el término "carcinización" para describir "los muchos intentos de la Naturaleza para evolucionar a un cangrejo". El trabajo de Borradaile en el campo es recordado en los nombres científicos Metapenaeopsis borradaili, Athanas borradailei, Corallianassa borradailei, Accalathura borradailei y Petrolisthes borradailei.

## Biografía
Nació el 26 de septiembre de 1872, hijo de un "mercader dedicado al comercio africano". Estudió Ciencias Naturales en el Selwyn College, Universidad de Cambridge, donde se graduó como con honores de primera clase en 1893 y obtuvo un máster en 1897. En 1895, empezó a impartir zoología en Cambridge y a investigar las variedades de crustáceos bajo la guía de William Bateson. En 1899 acompañó a John Stanley Gardiner a una expedición a Ceilán (actual Sri Lanka) y Minikoi (Minicoy), donde estudió varios aspectos de la biología de los crustáceos, especialmente de los cangrejos terrestres. En reconocimiento a su trabajo posterior sobre cangrejos y gambas, recibió un doctorado en ciencias en 1922.
Borradaile fue nombrado conferenciante universitario en zoología en 1910, posteriormente decano de Selwyn y finalmente tutor en dicha universidad. Fue miembro del Gremio de Pañeros, una de las organizaciones institucionales de la Ciudad de Londres, cuyas llaves recibió. Se jubiló en 1937 y murió el 20 de octubre de 1945.